# Sumbas (district)
Sumbas is een Turks district in de provincie Osmaniye en telt 15.837 inwoners (2007). Het district heeft een oppervlakte van 406,4 km². Hoofdplaats is Sumbas.
De bevolkingsontwikkeling van het district is weergegeven in onderstaande tabel.
| 1997   | 2000   | 2007   |
| ------ | ------ | ------ |
| 19.534 | 16.776 | 15.837 |